# Naito Keisuke
Keisuke Naito (sinh ngày 11 tháng 8 năm 1987) là một cầu thủ bóng đá người Nhật Bản.

## Sự nghiệp câu lạc bộ
Keisuke Naito đã từng chơi cho Kataller Toyama, Thespakusatsu Gunma và FC Machida Zelvia.